# Buttlar
Buttlar ist eine Gemeinde im Wartburgkreis in Thüringen. Erfüllende Gemeinde für Buttlar ist die Stadt Geisa.

## Geographie
Buttlar liegt im äußersten Westen von Thüringen auf 260 m ü. NN im Ulstertal nahe der Grenze zu Hessen in der thüringischen Rhön. Im Westen erhebt sich der Standorfsberg. Östlich liegt der 425 m hohe Michelsberg und südlich davon verläuft das Tal des Bermbachs durch die Orte Bermbach und Mieswarz.

### Gemeindegliederung
Buttlar besteht aus den Ortsteilen Buttlar, Bermbach und Wenigentaft. Diese wurden mit Wirkung vom 25. März 1994 zur neu gebildeten Gemeinde Buttlar zusammengeschlossen. Die Weiler Borbels (24 Einwohner) und Mieswarz (32 Einwohner) haben keinen Status als Ortsteil.

## Geschichte
Buttlar ist ein altes fuldisches Dorf im Amt Geisa, das erst seit 1815 zu Sachsen-Weimar-Eisenach gehört. Das nach dem Ort benannte Adelsgeschlecht von Buttlar trat urkundlich erstmals im Jahre 1170 mit Hartnid de Butelir auf. Im Jahr 1233 erschien Johann de Buttlar als fuldaischer Marschall und 1246 Hartung de Buttlar als Mitstifter des fuldaischen Klosters Mariental.
Im Türkensteuerregister der Fürstabtei Fulda aus 1605 ist der Ort unter dem Namen Bottlar mit 69 Familien erwähnt.
1906 erhielt Buttlar einen Haltepunkt an der südlich des Ortes verlaufenden Ulstertalbahn, 1912 folgte die nördlich der Ortslage verlaufende Wenigentaft-Oechsener Eisenbahn.
Am 12. Oktober 1910 begannen am Ortsrand von Buttlar die Arbeiten zum Abteufen eines Kalischachtes, der bis Ende 1912 eine Tiefe von 310 m erreicht hatte. Bis Juni 1913 hatte man 390 m erreicht. Am 28. Juni 1913 brach die Tübbing-Verschalung des Schachtes teilweise zusammen, was sechs Bergleuten das Leben kostete, fünf wurden verletzt. In der Folge kam es zu einem Wassereinbruch, die Schachtarbeiten wurden bis Anfang 1914 unterbrochen und nach Beginn des Weltkrieges bei einer Teufe von 408 m ganz eingestellt. Die Schachtbaustelle wurde Anfang der 1920er Jahre endgültig stillgelegt.
Nach 1945 teilte die innerdeutsche Grenze die Ulstertalbahn. Deshalb wurde sie 1952 stillgelegt und die Gleisanlagen beider rund um Buttlar verlaufenden Bahnstrecken 1953 demontiert.
Im Jahr 1955 lebten im Ort 706 Einwohner.
Die Eingemeindung von Wenigentaft und Bermbach nach Buttlar erfolgte zum 25. März 1994.

## Politik

### Gemeinderat
Der Gemeinderat in Buttlar setzt sich aus 12 Ratsmitgliedern zusammen:
- CDU: 10 Sitze (+1)
- GRÜNE: 2 Sitze (−1)

(Stand: Kommunalwahl am 26. Mai 2024)

### Bürgermeister
Zum ehrenamtlichen Bürgermeister wurde am 5. Juni 2016 Johannes Ritz (CDU) gewählt und am 12. Juni 2022 wiedergewählt. Er löste die seit 2004 amtierende Rosa Kind (CDU) ab.

## Kultur und Sehenswürdigkeiten
- Der Neubau der Kirche Mariä Geburt erfolgte 1872 bis 1876 im neuromanischen Stil.
- Die Michaelskapelle ist eine Wallfahrtskapelle auf dem Michelsberg. Sie wurde 1714 erbaut.
- Das Schloss Buttlar ist eine frühere Wasserburg und war Stammsitz der Familie von Buttlar, deren Mitglieder als Geistliche, Militärs und Hofleute in Fulda und Hessen eine Rolle spielten. Seit wenigen Jahren wieder Privatbesitz und komplett saniert, werden heute darin Ferienwohnungen vermietet.
- Direkt neben der Kirche befindet sich die ehemalige Schule, ein 1870 errichtetes Fachwerkgebäude, seit einigen Jahren in Privatbesitz.
- Die Pfarrlinde unweit der Kirche wurde 1954 als Naturdenkmal ausgewiesen.[12]

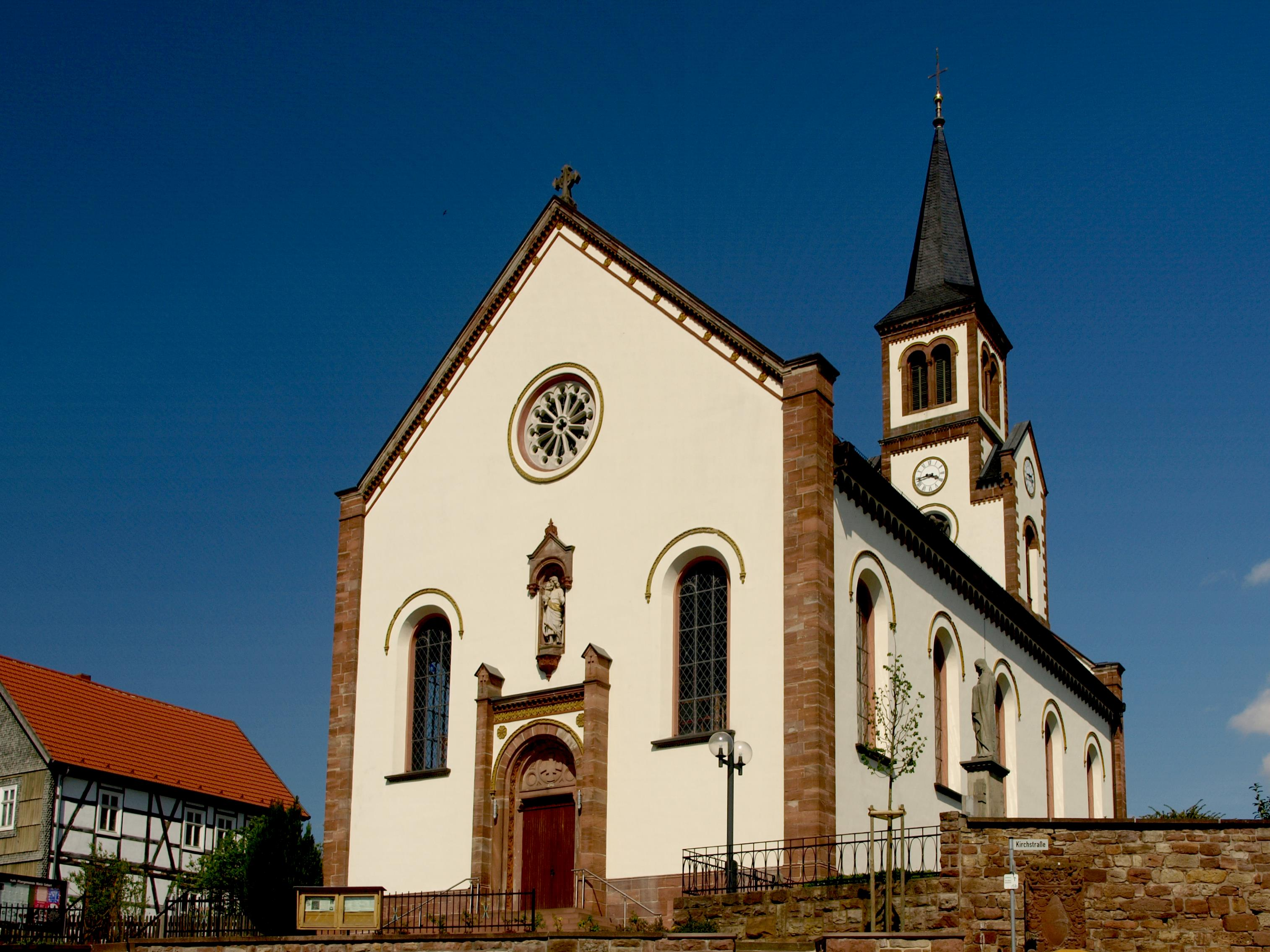
Die Kirche Mariä-Geburt
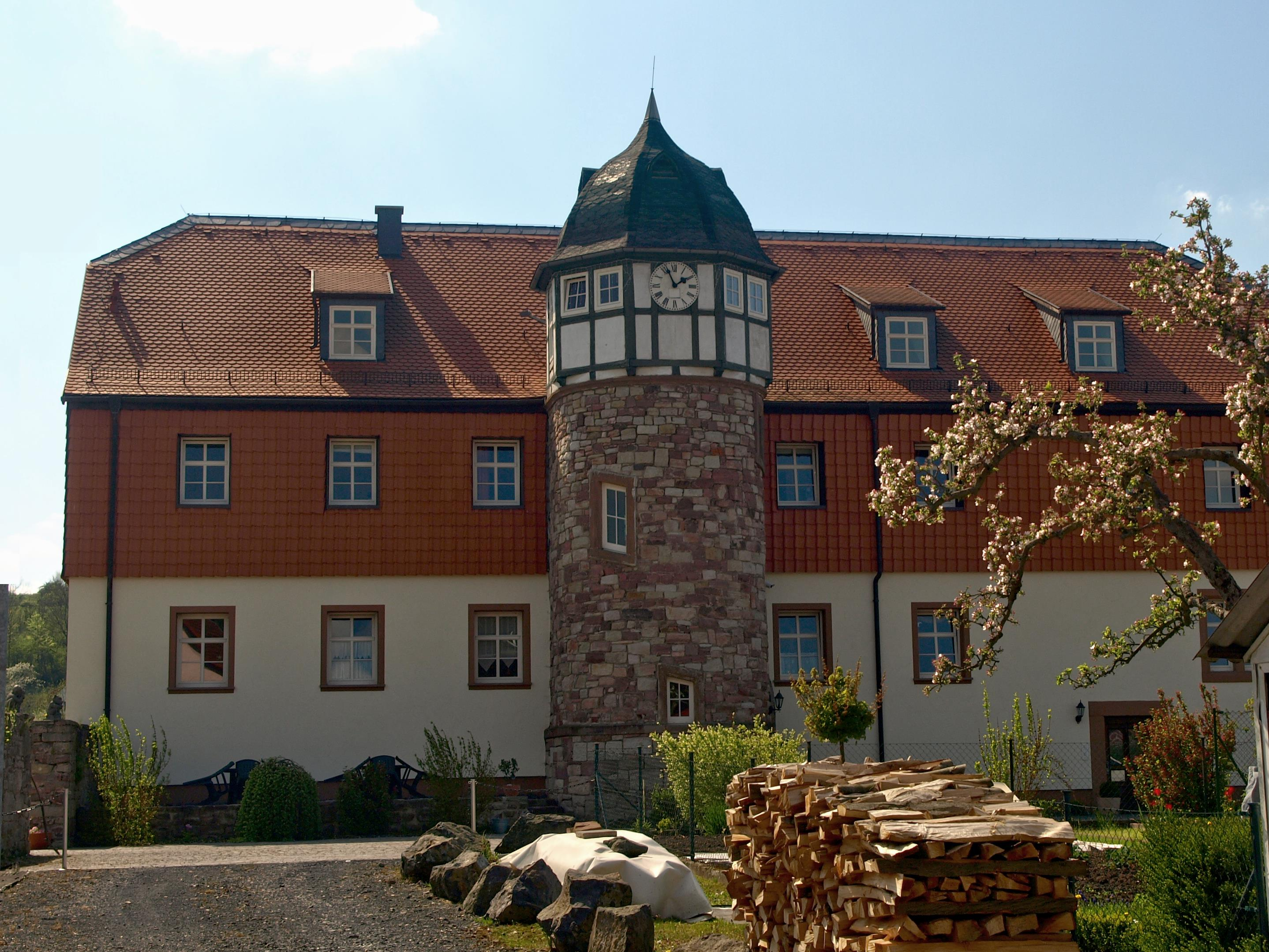
Schloss Buttlar
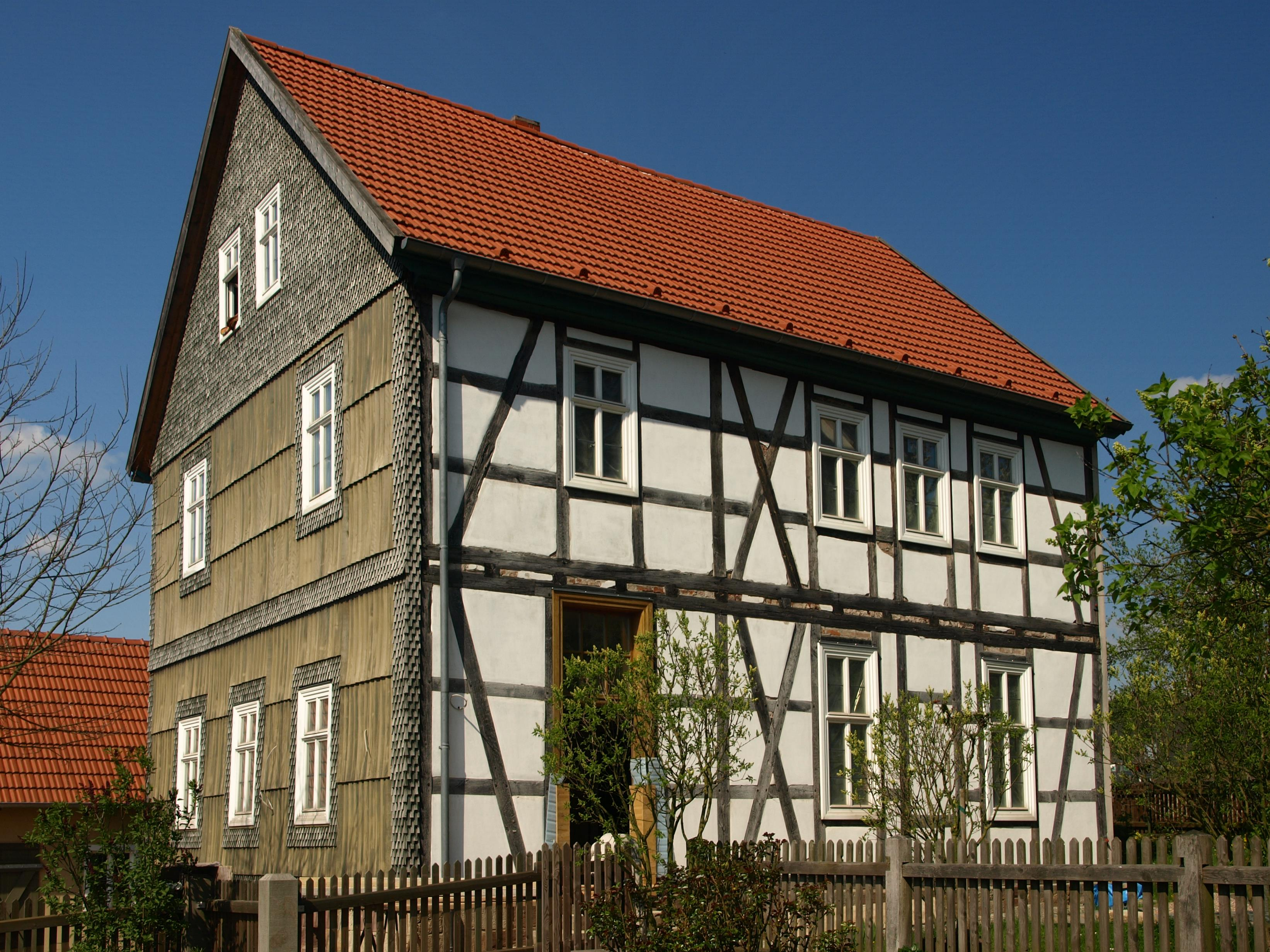
Dorfschule von 1870
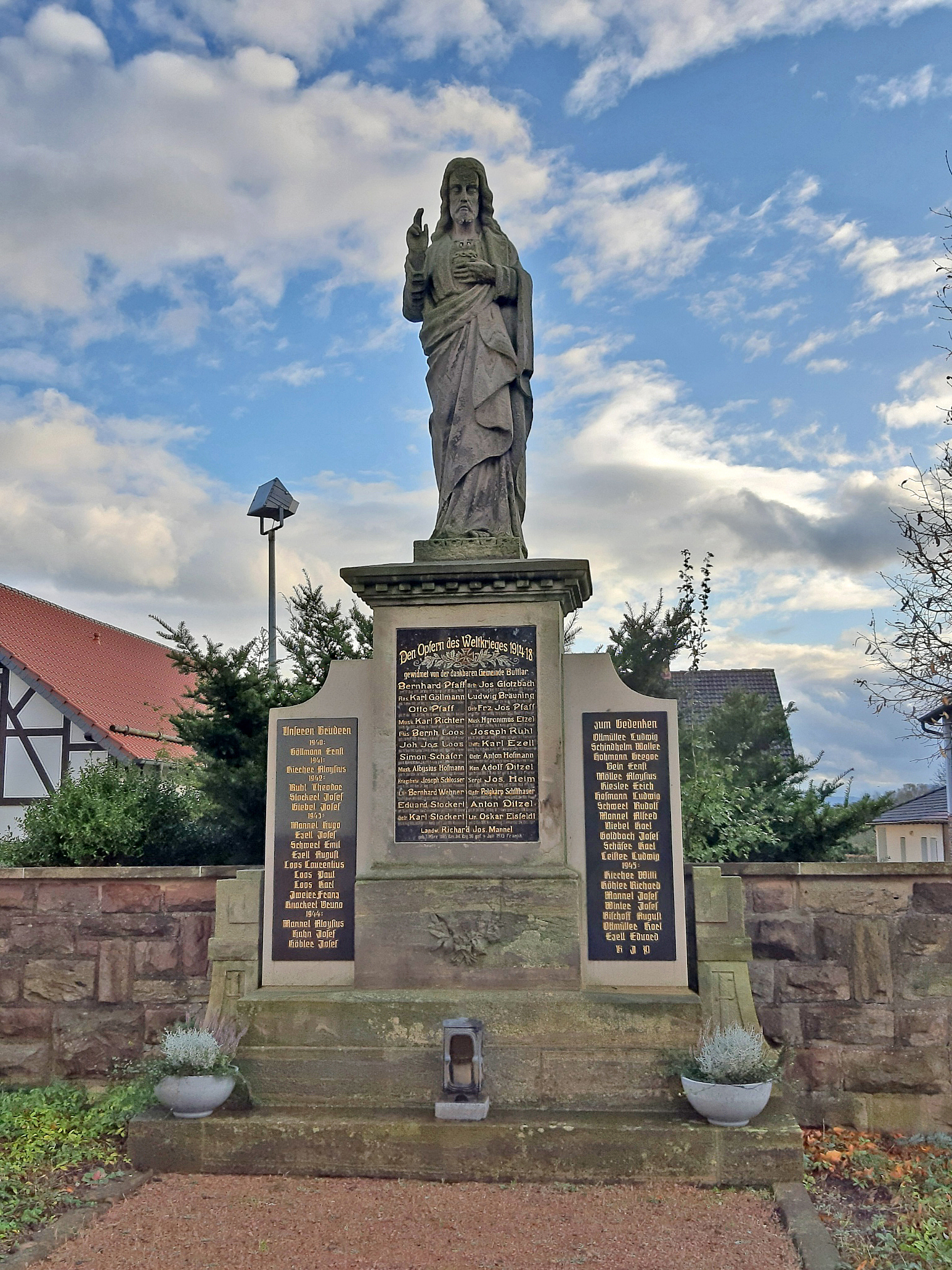
Denkmal für die in den Weltkriegen Gefallenen

## Wirtschaft und Infrastruktur

### Gewerbe und Landwirtschaft
2003 waren 17 landwirtschaftliche Betriebe gemeldet, die 210 Hektar Fläche landwirtschaftlich nutzen.

### Verkehr

#### Radwege
Durch die Gemeinde verlaufen folgende Radwanderwege:
- Der Bahnradweg Hessen führt von Hanau auf ehemaligen Bahntrassen etwa 250 Kilometer durch den Vogelsberg und die Rhön und endet in Bad Hersfeld.
- Der Ulstertal-Radweg als Teil des Rhönradwegs. Dieser hat eine Länge von insgesamt 180 Kilometer und führt von Bad Salzungen nach Hammelburg, durch alle drei Bundesländer der Rhön: Bayern, Hessen und Thüringen.

### Wasser und Abwasser
Die Wasserver- und Abwasserentsorgung wird durch den Wasser- und Abwasserverband Bad Salzungen sichergestellt.

## In Buttlar geborene Persönlichkeiten
- Karl Hofmann (1862–1928), Politiker (Zentrum), Reichstagsabgeordneter
- Heinrich Winter (1928–2017), Mathematiker